# Forgotten Realms: Demon Stone
Forgotten Realms: Demon Stone è un gioco d'azione sviluppato da Stormfront Studios e distribuito da Atari, basato sulle regole di Dungeons & Dragons.

## Trama
La storia, scritta da R. A. Salvatore, racconta di tre avventurieri (Rannek il Guerriero, Illius lo Stregone e Zhai la Ladra Drow) che si ritrovano insieme in una miniera, dopo essere scampati da morte certa in una battaglia campale a Damara. Nella caverna liberano per errore due terribili minacce per Faerûn: Ygorl, il Signore degli Slaad, Demone del Caos con sembianze umanoidi che può evocare da altri piani i suoi servitori Slaad, e Cireka, la Githyanki, regina di un'antica razza abitante il Piano Astrale. I tre avventurieri devono rinchiudere per sempre i due mostri, impedendo così che la guerra interna fra Githyanki e Slaad distrugga tutta Faerun. A tale scopo, devono trovare la Pietra del Demone (la Demon Stone del titolo), nascosta dentro un tempio Yuan-Ti, nascosto nelle foreste dell'Isola di Chult. I tre avventurieri incontreranno quindi l'eroe Drizzt Do'Urden il Drow, a cui chiederanno dove si trova la regina Githyanki. Cireka si trova nel Sottosuolo, il mondo oscuro nascosto nelle profondità di Faerûn. Un drago uccide in seguito Cireka e Rannek gli ruba la Spada Sacra Argentata, la quale si scopre essere il motivo dello scoppio della guerra: Ygorl desiderava infatti la spada già millenni prima, ma il maestro di Illius, il grande Mago di Waterdeep Khelben Black Staff, aveva rinchiuso le anime di Cireka e di Ygorl in una pietra del demone, dove rimasero rinchiusi fino all'arrivo dei tre. Alla fine Rannek, Illius e Zhai riusciranno a rinchiudere Ygorl per sempre nella pietra.

## Modalità di gioco
Il gioco ha uno sviluppo lineare nel quale il giocatore dovrà saper utilizzare a dovere le abilità dei tre avventurieri per completare i 10 livelli del gioco. Ognuno dei tre personaggi ha una peculiarità: Rannek è il più potente nel combattimento corpo a corpo, Illius è abilissimo nel uso di magie, di cui ne può scagliare di tre tipi diversi, una d'attacco, una di difesa e uno di carisma, e Zhai può invece nascondersi nell'ombra e attaccare di nascosto i nemici provocando danni letali. Durante il gioco capiterà di trovarsi davanti a dei piccoli indovinelli o zone segrete in cui bisognerà utilizzare le abilità o gli oggetti speciali dei tre personaggi. Ogni personaggio, durante il secondo livello, troverà infatti degli oggetti che gli serviranno durante il corso del gioco: Rannek possiede i Guanti del Potere Orchesco, che possono distruggere massi o consimili oggetti che ostruiscono il passaggio; Illius possiede le Perle della Forza, che possono essere utilizzate come bombe per liberare un'area dai nemici; Zhai possiede l'Anello del Salto, che le permetterà di saltare.
Alla fine di ogni livello il giocatore potrà potenziare i propri personaggi con il denaro e l'esperienza guadagnata, comprando nuovi equipaggiamenti o potenziando le loro abilità.

## Nemici
- Orchi: sono umanoidi che abitano nelle caverne, molto aggressivi, che per sopravvivere saccheggiano continuamente altre creature. Attaccano spesso in branchi.
- Troll: questi mostri enormi si trovano per tutta Faerûn. Sono assai vulnerabili al fuoco e all'acido, ma sono anche molto tenaci e non si arrendono con facilità.
- Githyanki: sono un'antica razza di Elfi, provenienti dal piano astrale, corrotti dall'odio e in grado di combattere con una ferocia bestiale. Esistono due tipi di Githyanki nel gioco: i guerrieri e gli stregoni.
- Slaad: sono dei demoni provenienti dal piano del Caos. Assai resistenti e tenaci in battaglia, possono richiamare i propri simili. Nel gioco si possono incontrare tre tipi di Slaad: gli Slaad rossi, che fanno parte della fanteria di Ygorl; gli Slaad Verdi e gli Slaad della Morte, i più letali e veloci.
- Bugbear: un misto fra uomini e orsi, sono umanoidi grossi il doppio degli orchi, perennemente affamati. Attaccano usando i loro artigli e delle armi grezze, spesso delle asce bipenni.
- Yuan-Ti: sono degli umanoidi simili a dei serpenti, molto abili ad utilizzare la magia, in particolare la negromanzia. Utilizzano anche parti di cadaveri per creare degli abomini ai loro ordini. Esistono due tipi di Yuan-Ti: i serpentiformi e gli abomini.
- Ragni: esistono due forme di ragni in Demon Stone: i Ragni Crysmal, di colori brillanti e ricoperti di pietre preziose, e i Ragni di Palude, feroci e letali.
- Drago Rosso: è uno dei più terribili draghi di tutta Faerûn. Avido e letale, preferisce attaccare con morsi e artigli e solo alla fine ricorrere al fuoco, in modo da non rischiare di distruggere i suoi tesori.

## Accoglienza
| Testata        | Giudizio |
| -------------- | -------- |
| AllGame        | [ 1 ]    |
| Jerusalem Post | [ 2 ]    |

Il gioco ha ricevuto un'accoglienza positiva dalla critica. Heather Newman della Detroit Free Press lo ha considerato "straordinariamente cinematico", e ha aggiunto che "i dialoghi e la storia che Salvatore ha creato contribuisce sostanzialmente a quella sensazione." Judy Siegel-Itzkovich di Jerusalem Post lo ha votato con 4 stelle e mezzo, lodandone le grafiche "eccellenti", la musica "drammatica", il doppiaggio "di alta qualità" e gli effetti sonori "assai realistici", ma ha concluso che seppur amato dai fan, è breve, e l'elemento hack and slash diventa "ripetitivo".

### Premi
| Anno | Premio                                      | Categoria                                                 | Risultato   | Nota  |
| ---- | ------------------------------------------- | --------------------------------------------------------- | ----------- | ----- |
| 2004 | British Academy of Film and Television Arts | Audio                                                     | Candidato/a | [ 4 ] |
| 2004 | British Academy of Film and Television Arts | Original Music                                            | Candidato/a | [ 4 ] |
| 2005 | Academy of Interactive Arts & Sciences      | Outstanding Achievement in Character or Story Development | Candidato/a | [ 5 ] |
| 2005 | Academy of Interactive Arts & Sciences      | Outstanding Achievement in Visual Engineering             | Candidato/a | [ 5 ] |
| 2005 | Academy of Interactive Arts & Sciences      | Outstanding Character Performance - Female                | Candidato/a | [ 5 ] |
| 2005 | Academy of Interactive Arts & Sciences      | Outstanding Character Performance - Male                  | Candidato/a | [ 5 ] |

Demon Stone è stato nominato per ben due premi alla British Academy of Film and Television Arts (BAFTA), e quattro dalla Academy of Interactive Arts & Sciences.